# Ojisan to Marshmallow
Ojisan to Marshmallow (おじさんとマシュマロ?) es una serie de manga de comedia japonesa escrita e ilustrada por Rekomaru Otoi. Comenzó su serialización a través de la comunidad en línea Pixiv, donde ha recibido más de 20 millones de visitas. Posteriormente fue adquirida por Ichijinsha, y se han publicado cuatro volúmenes de tankōbon desde 2014. Una adaptación de la serie de televisión de anime de 12 episodios de Creators in Pack se emitió entre el 7 de enero y el 25 de marzo de 2016.

## Trama
Habahiro Hige es un hombre de casi 40 años que trabaja en una empresa relacionada con la web. Le encantan los malvaviscos Tabekko. Su compañera de trabajo, Iori Wakabayashi, a menudo juega con él al comérselos frente de él y comprar todos los de su tipo favorito en la tienda de conveniencia. Aunque sus amigas no ven lo que le gusta a Iori de Hige, ella en realidad pretende tener una relación romántica con él.

## Personajes
Habahiro Hige (日下 幅広 Hige Habahiro?)
 Seiyū: Tetsu Inada
Un asalariado regordete de casi 40 años que trabaja en una empresa relacionada con la web, está obsesionado con los malvaviscos, especialmente los malvaviscos Tabekko, hasta el punto de que él mismo varias veces se siente atraído hipnóticamente solo por su olor, tanto Iori como Mioko suelen atraerlo con el olor de los malvaviscos para tratar de seducirlo y ganarse su afecto. Su nombre "Hige" significa literalmente vello facial que describe a la "Barba" o Bigote en japonés.
Iori Wakabayashi (若林 伊織 Wakabayashi Iori?)
 Seiyū: Eri Kitamura
Iori es una joven de 24 años, aparentemente compañera de trabajo de Hige, que está enamorada de Hige, a menudo usa la mente obsesionada con los malvaviscos de Hige para ganarse su afecto, pero a menudo encuentra sus esfuerzos frustrados.
Mioko (みおこ Nijimori Mioko?)
 Seiyū: Kana Hanazawa
Mioko (conocida también como MIO5), es una mujer de 30 años, a quien Hige accidentalmente salvó de un pervertido sexual que la estaba manoseando mientras estaba en el tren. También trabaja en la misma empresa que Hige como ilustradora. Compite con Iori por el afecto de Hige, pero fue rechazada porque ya tenía una relación con el presidente de la compañía.
Isamu Wakabayashi (若林 勇 Wakabayashi Isamu?)
 Seiyū: Tetsuya Kakihara
Isamu es el hermano menor de Iori, es un joven adulto virgen, y aparentemente tiene complejo de hermano.
Mukai (向井?)
Seiyū: Kaori Taguchi
Ella es la compañera de trabajo de Iori que es muy aficionada a la comida.
Machida (町田?)
Seiyū: Suzuna Kinoshita
Ella es la compañera de trabajo de Iori a quien siempre le gusta beber después del horario de oficina, a menudo su madre la presiona para encontrar un hombre y casarse.
Senior at the Genkitadou Marshmallow Factory (マシュマロ工場の先輩 Mashumaro Kōjō no Senpai?)
Seiyū: Chika Yoshitomi

Junior at the Genkitadou Marshmallow Factory (マシュマロ工場の後輩 Mashumaro Kōjō no Kōhai?)
Seiyū: Nozomi Furuki

Manager (課長 Kacho?)
 Seiyū: Chō

## Anime
La adaptación de anime de Ojisan to Marshmallow se emitió como cortos de anime de tres minutos de duración desde el 8 de enero de 2016 hasta el 25 de marzo de 2016.